# Choudrant
Choudrant és una població dels Estats Units a l'estat de Louisiana. Segons el cens del 2000 tenia 571 habitants.

## Demografia
Segons el cens del 2000, Choudrant tenia 571 habitants, 234 habitatges, i 167 famílies. La densitat de població era de 123,5 habitants/km².
Dels 234 habitatges en un 35,5% hi vivien nens de menys de 18 anys, en un 56,4% hi vivien parelles casades, en un 11,5% dones solteres, i en un 28,6% no eren unitats familiars. En el 24,8% dels habitatges hi vivien persones soles el 8,1% de les quals corresponia a persones de 65 anys o més que vivien soles. El nombre mitjà de persones vivint en cada habitatge era de 2,49 i el nombre mitjà de persones que vivien en cada família era de 2,98.
Per edats la població es repartia de la següent manera: un 25,1% tenia menys de 18 anys, un 10% entre 18 i 24, un 32,3% entre 25 i 44, un 19,8% de 45 a 60 i un 12,9% 65 anys o més.
L'edat mediana era de 35 anys. Per cada 100 dones de 18 o més anys hi havia 99,1 homes.
La renda mediana per habitatge era de 37.321 $ i la renda mediana per família de 42.656 $. Els homes tenien una renda mediana de 30.855 $ mentre que les dones 25.000 $. La renda per capita de la població era de 15.726 $. Entorn del 4% de les famílies i el 6,6% de la població estaven per davall del llindar de pobresa.

## Poblacions properes
El següent diagrama mostra les poblacions més properes.